# Stazione di Ternate-Varano Borghi
La stazione di Ternate-Varano Borghi è una stazione ferroviaria posta sulla linea Luino-Milano, ubicata tra gli abitati di Ternate e Varano Borghi, sul lago di Comabbio.

## Strutture e impianti
Il fabbricato viaggiatori a due piani in classico stile ferroviario, ospita la locale sede della protezione civile.
Il piazzale è composto da due binari passanti, il binario 1 e il binario 3, che sono serviti da banchine, collegate da un sottopassaggio che permette ai viaggiatori di giungere al terzo binario.
È presente anche un binario tronco lato Laveno posto tra i binari 1 e 3. In passato era presente un terzo binario centrale (soppresso per costruire un marciapiede centrale a norma).
Dalla stazione si diramano 4 binari tronchi in uso per la fabbrica Whirlpool.

## Movimento
La stazione è servita da treni della linea S30 della rete celere del Canton Ticino, eserciti da TiLo a frequenza bioraria, intercalati da treni regionali Luino-Gallarate di Trenord, anch'essi a frequenza bioraria, per una frequenza complessiva di un treno ogni ora per direzione.

## Servizi
È gestita da Rete Ferroviaria Italiana che ai fini commerciali classifica l'impianto in categoria Bronze, dispone di:
- Sala d'attesa
- Sottopassaggio